# Завьялово (Удмуртия)
Завья́лово (удм. Дэри, Завьял) — крупнейшее село Удмуртии, административный центр Завьяловского района. Расположено на реке Быдвайка, в 18 км к юго-востоку от центра Ижевска, на пересечении Гольянского тракта и Ижевской кольцевой автодороги.

## История
Историки, краеведы, оргкомитет, ученые, архивные работники решили, что датой основания села считается 11 февраля 1749 года — день принятия решения Синодом об открытии прихода, куда вошли 12 деревень, и строительства Свято-Никольского храма. Однако первое письменное упоминание поселения известно еще по переписи 1710 года под названием Дери Чудьи, Завьялово тож, где удм. Дэри — «Грязная» (название реки Деринки), а Шудья — название удмуртского рода — «Шудьичи, потомки человека, носившего имя Шудэй». По данным 1710 года в поселении насчитывалось 55 дворов, и при этом она была одним из крупнейших поселений удмуртов во всей южной и центральной Удмуртии
В июне 1774 года в Завьялово располагался штаб предводителя Крестьянской войны Емельяна Пугачёва.
По данным десятой ревизии, в 1859 году в 96 дворах казённого села Завьялово проживал 731 человек, работало сельское училище, почтовая станция, 4 мельницы и кузница. Село относилось к Сарапульскому уезду Вятской губернии.
В 1918 году Завьялово оказалось вовлечено в события Ижевско-Воткинского восстания. 17 августа отряд Антонова-Овсеенко, направленный на подавление восстания в Ижевске, занял село и устроил здесь свой штаб. Но уже 20 августа красноармейцы были выбиты из Завьялово отрядом ижевских повстанцев подполковника Власова. Во время штурма Ижевска дивизией Азина через Завьялово проходила одна из линий обороны восставших ижевцев. 6 ноября село было подвергнуто артиллерийскому обстрелу, а 7 ноября после тяжелого боя и штыковой атаки занято красной армией.
В 1929 году в Вотской автономной области был образован Ижевский район с центром в Ижевске, куда вошло Завьялово. В 1937 году был создан Завьяловский район с центром в Завьялово. В 1963 году Завьяловский район и части соседних районов был включён в новообразованный Ижевский сельский район с центром в Ижевске, но уже в 1965 году центр района снова переносится в Завьялово и район переименовывается в Завьяловский.

## Культура и социальная сфера
В настоящее время в Завьялово имеется средняя общеобразовательная школа с углубленным изучением отдельных предметов, коррекционная школа-интернат, спортивная школа, 2 дошкольных учреждения, больница, культурный комплекс «Центральный», библиотека, районный музей истории и культуры (открыт в 2000 году), молодёжный центр.
Богоявленская церковь и дом, в котором находился штаб Емельяна Пугачёва отнесены к объектам культурного наследия регионального значения.

## Население
| 1959    | 1970  | 1979  | 1989  | 2002  | 2010  | 2012  |
| ------- | ----- | ----- | ----- | ----- | ----- | ----- |
| 2208    | ↗3156 | ↗4757 | ↗6830 | ↗7457 | ↗8986 | ↗9243 |
| 2021    |       |       |       |       |       |       |
| ↗11 066 |       |       |       |       |       |       |

## Экономика
Удмуртский электроремонтный завод, лесхоз, колхоз. Контора геолого-поисковой экспедиции «Удмуртгеология».
ЗАО «РосЕвроплант» — совместное российско-германское предприятие по выращиванию семенного картофеля сортов немецкой селекции.
Часть жителей села вовлечена в экономику Ижевска в форме маятниковой миграции.
В Завьялово работают магазины, супермаркеты местных и федеральных сетей («Магнит», «Пятёрочка»).

## Транспорт
Из Ижевска ходят автобусы № 301, 321 (маршруты обслуживаются автобусным предприятием № 2 города Ижевска), 319, 357, маршрутные такси № 101, 341, 353, 363, 367 и др.
Несмотря на значительные размеры села, маршруты общественного транспорта проходят всего по 2 улицам: Гольянской и Калинина.